# A World Lit Only by Fire
A World Lit Only by Fire è il settimo album in studio del gruppo industrial metal britannico Godflesh, pubblicato nel 2014.

## Tracce
1. New Dark Ages – 4:51
2. Deadend – 5:07
3. Shut Me Down – 4:26
4. Life Giver Life Taker – 5:27
5. Obeyed – 5:35
6. Curse Us All – 3:46
7. Carrion – 6:05
8. Imperator – 4:26
9. Towers of Emptiness – 6:34
10. Forgive Our Fathers – 7:40